# 小撒说法
《小撒说法》是中国中央电视台综合频道《今日说法》栏目推出的一档特别法治推理节目，于2012年5月至2012年6月播出，由撒贝宁主持。节目在每周五晚23点36分播出，同时亦为2013年播出的《撒贝宁时间》前身试播节目。

## 简介
节目选取近年发生的重大刑事案件，通过主持人进行档案解读与线索分析，结合警察的不懈追踪与调查，以影视的手法揭秘破案细节，并展现侦破过程。

## 每集列表
| 集數 | 首播日期      | 集名         | 备注                       |
| ---- | ------------- | ------------ | -------------------------- |
| 1    | 2012年5月25日 | 谁是真凶     |                            |
| 2    | 2012年6月1日  | 密室里的罪恶 |                            |
| 3    | 2012年6月22日 | 追毒         |                            |
| 4    | 2012年6月29日 | 血迹的研究   |                            |
|      | 2013年1月26日 | 谁是真凶     | 第一集重播，于财经频道播出 |
|      | 2013年1月27日 | 密室里的罪恶 | 第二集重播，于财经频道播出 |
|      | 2013年2月3日  | 血迹的研究   | 第四集重播，于财经频道播出 |

## 外部連結
- 官方网站